# Formula 1 – sezona 1970.
| FIA Svjetsko automobilističko prvenstvo 1970. | FIA Svjetsko automobilističko prvenstvo 1970. |
|                                               | Prvak                                         |
| --------------------------------------------- | --------------------------------------------- |
| Vozač                                         | Jochen Rindt (Lotus-Ford)                     |
| Konstruktor                                   | Lotus-Ford                                    |
| Prethodna sezona                              | Sljedeća sezona                               |
| 1969.                                         | 1971.                                         |
| Europska Formula 2 – sezona 1970.             |                                               |

Formula 1 – sezona 1970. bila je 21. sezona u prvenstvu Formule 1.

## Vozači i konstruktori
| Konstruktor        | Momčad / Sudionik                                          | Šasija                        | Motor                    | Gume | Vozač                | Utrke          |
| ------------------ | ---------------------------------------------------------- | ----------------------------- | ------------------------ | ---- | -------------------- | -------------- |
| March-Ford         | Tyrrell Racing Organisation                                | March 701                     | Ford Cosworth DFV 3.0 V8 | D    | Jackie Stewart       | 1–10           |
| March-Ford         | Tyrrell Racing Organisation                                | March 701                     | Ford Cosworth DFV 3.0 V8 | D    | Johnny Servoz-Gavin  | 1–3            |
| March-Ford         | Tyrrell Racing Organisation                                | March 701                     | Ford Cosworth DFV 3.0 V8 | D    | François Cevert      | 5–13           |
| March-Ford         | STP Corporation                                            | March 701                     | Ford Cosworth DFV 3.0 V8 | F    | Mario Andretti       | 1–2, 7–9       |
| March-Ford         | March Engineering                                          | March 701                     | Ford Cosworth DFV 3.0 V8 | F    | Chris Amon           | Sve            |
| March-Ford         | March Engineering                                          | March 701                     | Ford Cosworth DFV 3.0 V8 | F    | Jo Siffert           | Sve            |
| March-Ford         | Antique Automobiles Racing Team Colin Crabbe Racing        | March 701                     | Ford Cosworth DFV 3.0 V8 | G    | Ronnie Peterson      | 3–8, 10–12     |
| March-Ford         | Hubert Hahne                                               | March 701                     | Ford Cosworth DFV 3.0 V8 | F    | Hubert Hahne         | 8              |
| Tyrrell-Ford       | Tyrrell Racing Organisation                                | Tyrrell 001                   | Ford Cosworth DFV 3.0 V8 | D    | Jackie Stewart       | 11–13          |
| Matra              | Equipe Matra Elf                                           | Matra MS120                   | Matra MS12 3.0 V12       | G    | Jean-Pierre Beltoise | Sve            |
| Matra              | Equipe Matra Elf                                           | Matra MS120                   | Matra MS12 3.0 V12       | G    | Henri Pescarolo      | Sve            |
| Brabham-Ford       | Motor Racing Developments Ltd Auto Motor und Sport         | Brabham BT33                  | Ford Cosworth DFV 3.0 V8 | G    | Jack Brabham         | Sve            |
| Brabham-Ford       | Motor Racing Developments Ltd Auto Motor und Sport         | Brabham BT33                  | Ford Cosworth DFV 3.0 V8 | G    | Rolf Stommelen       | Sve            |
| Brabham-Ford       | Team Gunston                                               | Brabham BT26A                 | Ford Cosworth DFV 3.0 V8 | G    | Peter de Klerk       | 1              |
| Brabham-Ford       | Tom Wheatcroft Racing                                      | Brabham BT26A                 | Ford Cosworth DFV 3.0 V8 | G    | Derek Bell           | 4              |
| Brabham-Ford       | Gus Hutchison                                              | Brabham BT26A                 | Ford Cosworth DFV 3.0 V8 | G    | Gus Hutchison        | 12             |
| Lotus-Ford         | Gold Leaf Team Lotus Garvey Team Lotus World Wide Racing   | Lotus 49C Lotus 72B Lotus 72C | Ford Cosworth DFV 3.0 V8 | F    | Jochen Rindt         | 1–10           |
| Lotus-Ford         | Gold Leaf Team Lotus Garvey Team Lotus World Wide Racing   | Lotus 49C Lotus 72B Lotus 72C | Ford Cosworth DFV 3.0 V8 | F    | John Miles           | 1–10           |
| Lotus-Ford         | Gold Leaf Team Lotus Garvey Team Lotus World Wide Racing   | Lotus 49C Lotus 72B Lotus 72C | Ford Cosworth DFV 3.0 V8 | F    | Alex Soler-Roig      | 2, 4 ,6        |
| Lotus-Ford         | Gold Leaf Team Lotus Garvey Team Lotus World Wide Racing   | Lotus 49C Lotus 72B Lotus 72C | Ford Cosworth DFV 3.0 V8 | F    | Emerson Fittipaldi   | 7–10, 12–13    |
| Lotus-Ford         | Gold Leaf Team Lotus Garvey Team Lotus World Wide Racing   | Lotus 49C Lotus 72B Lotus 72C | Ford Cosworth DFV 3.0 V8 | F    | Reine Wisell         | 12–13          |
| Lotus-Ford         | Rob Walker Racing Team Brooke Bond Oxo Racing – Rob Walker | Lotus 49C Lotus 72C           | Ford Cosworth DFV 3.0 V8 | F    | Graham Hill          | 1–8, 10–13     |
| Lotus-Ford         | Team Gunston                                               | Lotus 49                      | Ford Cosworth DFV 3.0 V8 | D    | John Love            | 1              |
| Lotus-Ford         | Scuderia Scribante                                         | Lotus 49C                     | Ford Cosworth DFV 3.0 V8 | F    | Dave Charlton        | 1              |
| Lotus-Ford         | Pete Lovely Volkswagen Inc.                                | Lotus 49B                     | Ford Cosworth DFV 3.0 V8 | F    | Pete Lovely          | 5–7, 12        |
| McLaren-Ford       | Bruce McLaren Motor Racing                                 | McLaren M14A                  | Ford Cosworth DFV 3.0 V8 | G    | Bruce McLaren        | 1–3            |
| McLaren-Ford       | Bruce McLaren Motor Racing                                 | McLaren M14A                  | Ford Cosworth DFV 3.0 V8 | G    | Denny Hulme          | 1–3, 6–13      |
| McLaren-Ford       | Bruce McLaren Motor Racing                                 | McLaren M14A                  | Ford Cosworth DFV 3.0 V8 | G    | Peter Gethin         | 5, 8–13        |
| McLaren-Ford       | Bruce McLaren Motor Racing                                 | McLaren M14A                  | Ford Cosworth DFV 3.0 V8 | G    | Dan Gurney           | 5–7            |
| McLaren-Ford       | Team Surtees                                               | McLaren M7C                   | Ford Cosworth DFV 3.0 V8 | F    | John Surtees         | 1–3, 5         |
| McLaren-Ford       | Ecurie Bonnier                                             | McLaren M7C                   | Ford Cosworth DFV 3.0 V8 | G    | Jo Bonnier           | 10, 12         |
| Ferrari            | Scuderia Ferrari SpA SEFAC                                 | Ferrari 312B                  | Ferrari 001 3.0 F12      | F    | Jacky Ickx           | Sve            |
| Ferrari            | Scuderia Ferrari SpA SEFAC                                 | Ferrari 312B                  | Ferrari 001 3.0 F12      | F    | Ignazio Giunti       | 4, 6, 9–10     |
| Ferrari            | Scuderia Ferrari SpA SEFAC                                 | Ferrari 312B                  | Ferrari 001 3.0 F12      | F    | Clay Regazzoni       | 5, 7–13        |
| BRM                | Owen Racing Organisation Yardley Team BRM                  | BRM P153 BRM P139             | BRM P142 3.0 V12         | D    | Jackie Oliver        | Sve            |
| BRM                | Owen Racing Organisation Yardley Team BRM                  | BRM P153 BRM P139             | BRM P142 3.0 V12         | D    | Pedro Rodríguez      | Sve            |
| BRM                | Owen Racing Organisation Yardley Team BRM                  | BRM P153 BRM P139             | BRM P142 3.0 V12         | D    | George Eaton         | 1–3, 5–7, 9–12 |
| BRM                | Owen Racing Organisation Yardley Team BRM                  | BRM P153 BRM P139             | BRM P142 3.0 V12         | D    | Peter Westbury       | 12             |
| McLaren-Alfa Romeo | Bruce McLaren Motor Racing                                 | McLaren M7D McLaren M14D      | Alfa Romeo T33 3.0 V8    | G    | Andrea de Adamich    | 2–3, 5–12      |
| McLaren-Alfa Romeo | Bruce McLaren Motor Racing                                 | McLaren M7D McLaren M14D      | Alfa Romeo T33 3.0 V8    | G    | Nanni Galli          | 10             |
| Surtees-Ford       | Team Surtees                                               | Surtees TS7                   | Ford Cosworth DFV 3.0 V8 | G    | John Surtees         | 7–13           |
| Surtees-Ford       | Team Surtees                                               | Surtees TS7                   | Ford Cosworth DFV 3.0 V8 | G    | Derek Bell           | 12             |
| De Tomaso-Ford     | Frank Williams Racing Cars                                 | De Tomaso 505 / 38            | Ford Cosworth DFV 3.0 V8 | D    | Piers Courage        | 1–5            |
| De Tomaso-Ford     | Frank Williams Racing Cars                                 | De Tomaso 505 / 38            | Ford Cosworth DFV 3.0 V8 | D    | Brian Redman         | 7–8            |
| De Tomaso-Ford     | Frank Williams Racing Cars                                 | De Tomaso 505 / 38            | Ford Cosworth DFV 3.0 V8 | D    | Tim Schenken         | 9–11           |
| Bellasi-Ford       | Silvio Moser Racing Team                                   | Bellasi F170                  | Ford Cosworth DFV 3.0 V8 | G    | Silvio Moser         | 5–6, 8–10      |

## Kalendar
| Rd | Datum         | Velika nagrada   | Staza             | Prvo startno mjesto | Pobjednik vozač    | Pobjednik konstruktor |
| -- | ------------- | ---------------- | ----------------- | ------------------- | ------------------ | --------------------- |
| 1  | 7. ožujka     | Južna Afrika     | Kyalami           | Jackie Stewart      | Jack Brabham       | Brabham-Ford          |
| 2  | 19. travnja   | Španjolska       | Jarama            | Jack Brabham        | Jackie Stewart     | March-Ford            |
| 3  | 10. svibnja   | Monako           | Monaco            | Jackie Stewart      | Jochen Rindt       | Lotus-Ford            |
| 4  | 7. lipnja     | Belgija          | Spa-Francorchamps | Jackie Stewart      | Pedro Rodriguez    | BRM                   |
| 5  | 21. lipnja    | Nizozemska       | Zandvoort         | Jochen Rindt        | Jochen Rindt       | Lotus-Ford            |
| 6  | 5. srpnja     | Francuska        | Clermont-Ferrand  | Jacky Ickx          | Jochen Rindt       | Lotus-Ford            |
| 7  | 18. srpnja    | Velika Britanija | Brands Hatch      | Jochen Rindt        | Jochen Rindt       | Lotus-Ford            |
| 8  | 2. kolovoza   | Njemačka         | Hockenheimring    | Jacky Ickx          | Jochen Rindt       | Lotus-Ford            |
| 9  | 16. kolovoza  | Austrija         | Österreichring    | Jochen Rindt        | Jacky Ickx         | Ferrari               |
| 10 | 6. rujna      | Italija          | Monza             | Jacky Ickx          | Clay Regazzoni     | Ferrari               |
| 11 | 20. rujna     | Kanada           | Mont-Tremblant    | Jackie Stewart      | Jacky Ickx         | Ferrari               |
| 12 | 4. listopada  | SAD              | Watkins Glen      | Jacky Ickx          | Emerson Fittipaldi | Lotus-Ford            |
| 13 | 25. listopada | Meksiko          | Magdalena Mixhuca | Clay Regazzoni      | Jacky Ickx         | Ferrari               |

## Sistem bodovanja
Sistem bodovanja u Formuli 1
| Mjesto | 1. | 2. | 3. | 4. | 5. | 6. |
| Bodovi | 9  | 6  | 4  | 3  | 2  | 1  |

- Samo 6 najboljih rezultata u prvih 7 utrka i 5 najboljih rezultata u posljednjih 6 utrka su se računali za prvenstvo vozača.
- Samo 6 najboljih rezultata u prvih 7 utrka i 5 najboljih rezultata u posljednjih 6 utrka su se računali za prvenstvo konstruktora.
- Ako je više bolida jednog konstruktora završilo utrku u bodovima, samo najbolje plasirani bolid osvajao je konstruktorske bodove.

## Rezultati utrka
| Poz. | Br. | Vozač                | Konstruktor  | Vrijeme   | Grid | Bodovi |
| ---- | --- | -------------------- | ------------ | --------- | ---- | ------ |
| 1.   | 12  | Jack Brabham         | Brabham-Ford | 1:49:34.6 | 3.   | 9      |
| 2.   | 6   | Denny Hulme          | McLaren-Ford | + 8.1     | 6.   | 6      |
| 3.   | 1   | Jackie Stewart       | March-Ford   | + 17.1    | 1.   | 4      |
| 4.   | 3   | Jean-Pierre Beltoise | Matra        | + 1:13.1  | 8.   | 3      |
| 5.   | 10  | John Miles           | Lotus-Ford   | + 1 krug  | 14.  | 2      |
| 6.   | 11  | Graham Hill          | Lotus-Ford   | + 1 krug  | 19.  | 1      |

| Poz. | Br. | Vozač               | Konstruktor  | Vrijeme   | Grid | Bodovi |
| ---- | --- | ------------------- | ------------ | --------- | ---- | ------ |
| 1.   | 1   | Jackie Stewart      | March-Ford   | 2:10:58.2 | 3.   | 9      |
| 2.   | 11  | Bruce McLaren       | McLaren-Ford | + 1 krug  | 11.  | 6      |
| 3.   | 18  | Mario Andretti      | March-Ford   | + 1 krug  | 16.  | 4      |
| 4.   | 6   | Graham Hill         | Lotus-Ford   | + 1 krug  | 15.  | 3      |
| 5.   | 16  | Johnny Servoz-Gavin | March-Ford   | + 2 kruga | 14.  | 2      |

| Poz. | Br. | Vozač           | Konstruktor  | Vrijeme   | Grid | Bodovi |
| ---- | --- | --------------- | ------------ | --------- | ---- | ------ |
| 1.   | 3   | Jochen Rindt    | Lotus-Ford   | 1:54:37.4 | 8.   | 9      |
| 2.   | 5   | Jack Brabham    | Brabham-Ford | + 23.1    | 4.   | 6      |
| 3.   | 9   | Henri Pescarolo | Matra        | + 51.4    | 7.   | 4      |
| 4.   | 11  | Denny Hulme     | McLaren-Ford | + 1:28.3  | 3.   | 3      |
| 5.   | 1   | Graham Hill     | Lotus-Ford   | + 1 krug  | 16.  | 2      |
| 6.   | 17  | Pedro Rodríguez | BRM          | + 2 kruga | 15.  | 1      |

| Poz. | Br. | Vozač                | Konstruktor  | Vrijeme   | Grid | Bodovi |
| ---- | --- | -------------------- | ------------ | --------- | ---- | ------ |
| 1.   | 1   | Pedro Rodríguez      | BRM          | 1:38:09.9 | 6.   | 9      |
| 2.   | 10  | Chris Amon           | March-Ford   | + 1.1     | 3.   | 6      |
| 3.   | 25  | Jean-Pierre Beltoise | Matra        | + 1:43.7  | 11.  | 4      |
| 4.   | 28  | Ignazio Giunti       | Ferrari      | + 2:38.5  | 8.   | 3      |
| 5.   | 19  | Rolf Stommelen       | Brabham-Ford | + 3:31.8  | 7.   | 2      |
| 6.   | 26  | Henri Pescarolo      | Matra        | + 1 krug  | 17.  | 1      |

| Poz. | Br. | Vozač                | Konstruktor  | Vrijeme    | Grid | Bodovi |
| ---- | --- | -------------------- | ------------ | ---------- | ---- | ------ |
| 1.   | 10  | Jochen Rindt         | Lotus-Ford   | 1:50:43.41 | 1.   | 9      |
| 2.   | 5   | Jackie Stewart       | March-Ford   | + 30.00    | 2.   | 6      |
| 3.   | 25  | Jacky Ickx           | Ferrari      | + 1 krug   | 3.   | 4      |
| 4.   | 26  | Clay Regazzoni       | Ferrari      | + 1 krug   | 6.   | 3      |
| 5.   | 23  | Jean-Pierre Beltoise | Matra        | + 1 krug   | 10.  | 2      |
| 6.   | 16  | John Surtees         | McLaren-Ford | + 1 krug   | 14.  | 1      |

| Poz. | Br. | Vozač           | Konstruktor  | Vrijeme   | Grid | Bodovi |
| ---- | --- | --------------- | ------------ | --------- | ---- | ------ |
| 1.   | 6   | Jochen Rindt    | Lotus-Ford   | 1:55:57.0 | 6.   | 9      |
| 2.   | 14  | Chris Amon      | March-Ford   | + 7.61    | 3.   | 6      |
| 3.   | 23  | Jack Brabham    | Brabham-Ford | + 44.83   | 5.   | 4      |
| 4.   | 19  | Denny Hulme     | McLaren-Ford | + 45.66   | 7.   | 3      |
| 5.   | 20  | Henri Pescarolo | Matra        | + 1:19.42 | 8.   | 2      |
| 6.   | 32  | Dan Gurney      | McLaren-Ford | + 1:19.65 | 17.  | 1      |

| Poz. | Br. | Vozač          | Konstruktor  | Vrijeme   | Grid | Bodovi |
| ---- | --- | -------------- | ------------ | --------- | ---- | ------ |
| 1.   | 5   | Jochen Rindt   | Lotus-Ford   | 1:57:02.0 | 1.   | 9      |
| 2.   | 17  | Jack Brabham   | Brabham-Ford | + 32.9    | 2.   | 6      |
| 3.   | 9   | Denny Hulme    | McLaren-Ford | + 54.4    | 5.   | 4      |
| 4.   | 4   | Clay Regazzoni | Ferrari      | + 54.8    | 6.   | 3      |
| 5.   | 16  | Chris Amon     | March-Ford   | + 1 krug  | 17.  | 2      |
| 6.   | 14  | Graham Hill    | Lotus-Ford   | + 1 krug  | 22.  | 1      |

| Poz. | Br. | Vozač              | Konstruktor  | Vrijeme   | Grid | Bodovi |
| ---- | --- | ------------------ | ------------ | --------- | ---- | ------ |
| 1.   | 2   | Jochen Rindt       | Lotus-Ford   | 1:42:00.3 | 2.   | 9      |
| 2.   | 10  | Jacky Ickx         | Ferrari      | + 0.7     | 1.   | 6      |
| 3.   | 4   | Denny Hulme        | McLaren-Ford | + 1:21.8  | 16.  | 4      |
| 4.   | 17  | Emerson Fittipaldi | Lotus-Ford   | + 1:55.1  | 13.  | 3      |
| 5.   | 21  | Rolf Stommelen     | Brabham-Ford | + 1 krug  | 11.  | 2      |
| 6.   | 14  | Henri Pescarolo    | Matra        | + 1 krug  | 5.   | 1      |

| Poz. | Br. | Vozač                | Konstruktor  | Vrijeme   | Grid | Bodovi |
| ---- | --- | -------------------- | ------------ | --------- | ---- | ------ |
| 1.   | 12  | Jacky Ickx           | Ferrari      | 1:42:17.3 | 3.   | 9      |
| 2.   | 27  | Clay Regazzoni       | Ferrari      | + 0.61    | 2.   | 6      |
| 3.   | 11  | Rolf Stommelen       | Brabham-Ford | + 1:27.88 | 17.  | 4      |
| 4.   | 17  | Pedro Rodríguez      | BRM          | + 1 krug  | 22.  | 3      |
| 5.   | 16  | Jackie Oliver        | BRM          | + 1 krug  | 14.  | 2      |
| 6.   | 19  | Jean-Pierre Beltoise | Matra        | + 1 krug  | 7.   | 1      |

| Poz. | Br. | Vozač                | Konstruktor  | Vrijeme   | Grid | Bodovi |
| ---- | --- | -------------------- | ------------ | --------- | ---- | ------ |
| 1.   | 4   | Clay Regazzoni       | Ferrari      | 1:39:07.1 | 3.   | 9      |
| 2.   | 18  | Jackie Stewart       | March-Ford   | + 5.73    | 4.   | 6      |
| 3.   | 40  | Jean-Pierre Beltoise | Matra        | + 5.80    | 14.  | 4      |
| 4.   | 30  | Denny Hulme          | McLaren-Ford | + 6.15    | 9.   | 3      |
| 5.   | 46  | Rolf Stommelen       | Brabham-Ford | + 6.41    | 17.  | 2      |
| 6.   | 20  | François Cevert      | March-Ford   | + 1:03.46 | 11.  | 1      |

| Poz. | Br. | Vozač           | Konstruktor  | Vrijeme   | Grid | Bodovi |
| ---- | --- | --------------- | ------------ | --------- | ---- | ------ |
| 1.   | 18  | Jacky Ickx      | Ferrari      | 2:21:18.4 | 2.   | 9      |
| 2.   | 19  | Clay Regazzoni  | Ferrari      | + 14.8    | 3.   | 6      |
| 3.   | 20  | Chris Amon      | March-Ford   | + 57.9    | 6.   | 4      |
| 4.   | 14  | Pedro Rodríguez | BRM          | + 1 krug  | 7.   | 3      |
| 5.   | 4   | John Surtees    | Surtees-Ford | + 1 krug  | 5.   | 2      |
| 6.   | 6   | Peter Gethin    | McLaren-Ford | + 2 kruga | 11.  | 1      |

| Poz. | Br. | Vozač              | Konstruktor  | Vrijeme    | Grid | Bodovi |
| ---- | --- | ------------------ | ------------ | ---------- | ---- | ------ |
| 1.   | 24  | Emerson Fittipaldi | Lotus-Ford   | 1:57:32.79 | 3.   | 9      |
| 2.   | 19  | Pedro Rodríguez    | BRM          | + 36.39    | 4.   | 6      |
| 3.   | 23  | Reine Wisell       | Lotus-Ford   | + 45.17    | 9.   | 4      |
| 4.   | 3   | Jacky Ickx         | Ferrari      | + 1 krug   | 1.   | 3      |
| 5.   | 12  | Chris Amon         | March-Ford   | + 1 krug   | 5.   | 2      |
| 6.   | 18  | Derek Bell         | Surtees-Ford | + 1 krug   | 13.  | 1      |

 VN Meksika
| Poz. | Br. | Vozač                | Konstruktor  | Vrijeme    | Grid | Bodovi |
| ---- | --- | -------------------- | ------------ | ---------- | ---- | ------ |
| 1.   | 3   | Jacky Ickx           | Ferrari      | 1:53:28.36 | 3.   | 9      |
| 2.   | 4   | Clay Regazzoni       | Ferrari      | + 24.64    | 1.   | 6      |
| 3.   | 8   | Denny Hulme          | McLaren-Ford | + 45.97    | 14.  | 4      |
| 4.   | 12  | Chris Amon           | March-Ford   | + 47.05    | 5.   | 3      |
| 5.   | 6   | Jean-Pierre Beltoise | Matra        | + 50.11    | 6.   | 2      |
| 6.   | 19  | Pedro Rodríguez      | BRM          | + 1:24.76  | 7.   | 1      |

## Poredak

### Vozači
| Mjesto | Vozač                | Bodovi |   |   |   |   |   |   |   |   |   |   |   |   |   |
| ------ | -------------------- | ------ | - | - | - | - | - | - | - | - | - | - | - | - | - |
| 1.     | Jochen Rindt         | 45     | – | – | 9 | – | 9 | 9 | 9 | 9 | – |   |   |   |   |
| 2.     | Jacky Ickx           | 40     | – | – | – | – | 4 | – | – | 6 | 9 | – | 9 | 3 | 9 |
| 3.     | Clay Regazzoni       | 33     |   |   |   |   | 3 |   | 3 | – | 6 | 9 | 6 | – | 6 |
| 4.     | Denny Hulme          | 27     | 6 | – | 3 |   |   | 3 | 4 | 4 | – | 3 | – | – | 4 |
| 5.     | Jackie Stewart       | 25     | 4 | 9 | – | – | 6 | – | – | – | – | 6 | – | – | – |
| 6.     | Jack Brabham         | 25     | 9 | – | 6 | – | – | 4 | 6 | – | – | – | – | – | – |
| 7.     | Pedro Rodríguez      | 23     | – | – | 1 | 9 | – | – | – | – | 3 | – | 3 | 6 | 1 |
| 8.     | Chris Amon           | 23     | – | – | – | 6 | – | 6 | 2 | – | – | – | 4 | 2 | 3 |
| 9.     | Jean-Pierre Beltoise | 16     | 3 | – | – | 4 | 2 | – | – | – | 1 | 4 | – | – | 2 |
| 10.    | Emerson Fittipaldi   | 12     |   |   |   |   |   |   | – | 3 | – |   |   | 9 | – |
| 11.    | Rolf Stommelen       | 10     | – | – |   | 2 |   | – |   | 2 | 4 | 2 | – | – | – |
| 12.    | Henri Pescarolo      | 8      | – | – | 4 | 1 | – | 2 | – | 1 | – | – | – | – | – |
| 13.    | Graham Hill          | 7      | 1 | 3 | 2 | – | – | – | 1 | – |   |   | – | – | – |
| 14.    | Bruce McLaren        | 6      | – | 6 | – |   |   |   |   |   |   |   |   |   |   |
| 15.    | Reine Wisell         | 4      |   |   |   |   |   |   |   |   |   |   |   | 4 | – |
| 16.    | Mario Andretti       | 4      | – | 4 |   |   |   |   | – | – | – |   |   |   |   |
| 17.    | Ignazio Giunti       | 3      |   |   |   | 3 |   | – |   |   | – | – |   |   |   |
| 18.    | John Surtees         | 3      | – | – | – |   | 1 |   | – | – | – | – | 2 | – | – |
| 19.    | John Miles           | 2      | 2 |   |   | – | – | – | – | – | – |   |   |   |   |
| 20.    | Jackie Oliver        | 2      | – | – | – | – | – | – | – | – | 2 | – | – | – | – |
| 21.    | Johnny Servoz-Gavin  | 2      | – | 2 |   |   |   |   |   |   |   |   |   |   |   |
| 22.    | François Cevert      | 1      |   |   |   |   | – | – | – | – | – | 1 | – | – | – |
| 23.    | Peter Gethin         | 1      |   |   |   |   | – |   |   | – | – | – | 1 | – | – |
| 24.    | Dan Gurney           | 1      |   |   |   |   | – | 1 | – |   |   |   |   |   |   |
| 25.    | Derek Bell           | 1      |   |   |   | – |   |   |   |   |   |   |   | 1 |   |
| Mjesto | Vozač                | Bodovi |   |   |   |   |   |   |   |   |   |   |   |   |   |

| Boja | Značenje                                                                 |
| ---- | ------------------------------------------------------------------------ |
| 5    | Osvojeni bodovi koji su se računali za prvenstvo vozača / konstruktora   |
| 5    | Osvojeni bodovi koji se nisu računali za prvenstvo vozača / konstruktora |
| –    | Vozač / konstruktor nije osvojio bodove u utrci                          |
|      | Vozač / konstruktor nije nastupao na utrci                               |

### Konstruktori
| Mjesto | Konstruktor  | Bodovi |   |   |   |   |   |   |   |   |   |   |   |   |   |
| ------ | ------------ | ------ | - | - | - | - | - | - | - | - | - | - | - | - | - |
| 1.     | Lotus-Ford   | 59     | 2 | 3 | 9 | – | 9 | 9 | 9 | 9 | – |   | – | 9 | – |
| 2.     | Ferrari      | 52     | – | – | – | 3 | 4 | – | 3 | 6 | 9 | 9 | 9 | 3 | 9 |
| 3.     | March-Ford   | 48     | 4 | 9 | – | 6 | 6 | 6 | 2 | – | – | 6 | 4 | 2 | 3 |
| 4.     | Brabham-Ford | 35     | 9 | – | 6 | 2 | – | 4 | 6 | 2 | 4 | 2 | – | – | – |
| 5.     | McLaren-Ford | 35     | 6 | 6 | 3 | – | 1 | 3 | 4 | 4 | – | 3 | 1 | – | 4 |
| 6.     | BRM          | 23     | – | – | 1 | 9 | – | – | – | – | 3 | – | 3 | 6 | 1 |
| 7.     | Matra        | 23     | 3 | – | 4 | 4 | 2 | 2 | – | 1 | 1 | 4 | – | – | 2 |
| 8.     | Surtees-Ford | 3      |   |   |   |   |   |   | – | – | – | – | 2 | 1 | – |
| Mjesto | Konstruktor  | Bodovi |   |   |   |   |   |   |   |   |   |   |   |   |   |

- Ferrari je osvojio ukupno 55 bodova, ali samo 52 boda osvojena u jedanaest najboljih utrka (6 najboljih rezultata u prvih 7 utrka i 5 najbolja rezultata u posljednjih 6 utrka) su se računala za prvenstvo konstruktora.

## Statistike
| Vozač                | Postolja  | Postolja  | Postolja  | Prvo startno mjesto | Najbrži krug | Krugovi u vodstvu |
| Vozač                | 1. mjesto | 2. mjesto | 3. mjesto | Prvo startno mjesto | Najbrži krug | Krugovi u vodstvu |
| -------------------- | --------- | --------- | --------- | ------------------- | ------------ | ----------------- |
| Jochen Rindt         | 5         | -         | -         | 3                   | 1            | 172               |
| Jacky Ickx           | 3         | 1         | 1         | 3                   | 5            | 240               |
| Clay Regazzoni       | 1         | 3         | -         | 1                   | 3            | 37                |
| Jackie Stewart       | 1         | 2         | 1         | 4                   | -            | 267               |
| Jack Brabham         | 1         | 2         | 1         | 1                   | 4            | 124               |
| Pedro Rodríguez      | 1         | 1         | -         | -                   | -            | 45                |
| Emerson Fittipaldi   | 1         | -         | -         | -                   | -            | 8                 |
| Chris Amon           | -         | 2         | 1         | -                   | 1            | 3                 |
| Denny Hulme          | -         | 1         | 3         | -                   | -            | 1                 |
| Bruce McLaren        | -         | 1         | -         | -                   | -            | -                 |
| Jean-Pierre Beltoise | -         | -         | 2         | -                   | -            | 11                |
| Rolf Stommelen       | -         | -         | 1         | -                   | -            | -                 |
| Henri Pescarolo      | -         | -         | 1         | -                   | -            | -                 |
| Mario Andretti       | -         | -         | 1         | -                   | -            | -                 |
| Reine Wisell         | -         | -         | 1         | -                   | -            | -                 |
| John Surtees         | -         | -         | -         | -                   | 1            | -                 |
| Jackie Oliver        | -         | -         | -         | -                   | -            | 9                 |

| Konstruktor  | Postolja  | Postolja  | Postolja  | Prvo startno mjesto | Najbrži krug | Krugovi u vodstvu |
| Konstruktor  | 1. mjesto | 2. mjesto | 3. mjesto | Prvo startno mjesto | Najbrži krug | Krugovi u vodstvu |
| ------------ | --------- | --------- | --------- | ------------------- | ------------ | ----------------- |
| Lotus-Ford   | 6         | -         | 1         | 3                   | 1            | 180               |
| Ferrari      | 4         | 4         | 1         | 5                   | 7            | 277               |
| March-Ford   | 1         | 4         | 3         | 3                   | 1            | 157               |
| Brabham-Ford | 1         | 2         | 2         | 1                   | 4            | 124               |
| BRM          | 1         | 1         | -         | -                   | -            | 54                |
| McLaren-Ford | -         | 2         | 3         | -                   | 1            | 1                 |
| Matra        | -         | -         | 3         | -                   | -            | 11                |
| Tyrrell-Ford | -         | -         | -         | 1                   | -            | 113               |

### Vodeći vozač i konstruktor u prvenstvu
U rubrici bodovi, prikazana je bodovna prednost vodećeg vozača / konstruktora ispred drugoplasiranog, dok je žutom bojom označena utrka na kojoj je vozač / konstruktor osvojio naslov prvaka.
| Utrka               | Vozač          | Bodovi |
| ------------------- | -------------- | ------ |
| VN Južne Afrike     | Jack Brabham   | 3      |
| VN Španjolske       | Jackie Stewart | 4      |
| VN Monaka           | Jack Brabham   | 2      |
| VN Belgije          | Jack Brabham   | 2      |
| VN Nizozemske       | Jackie Stewart | 1      |
| VN Francuske        | Jochen Rindt   | 8      |
| VN Velike Britanije | Jochen Rindt   | 11     |
| VN Njemačke         | Jochen Rindt   | 20     |
| VN Austrije         | Jochen Rindt   | 20     |
| VN Italije          | Jochen Rindt   | 20     |
| VN Kanade           | Jochen Rindt   | 17     |
| VN SAD              | Jochen Rindt   | 14     |
| VN Meksika          | Jochen Rindt   | 5      |

| Utrka               | Konstruktor  | Bodovi |
| ------------------- | ------------ | ------ |
| VN Južne Afrike     | Brabham-Ford | 3      |
| VN Španjolske       | March-Ford   | 1      |
| VN Monaka           | Brabham-Ford | 0      |
| VN Belgije          | March-Ford   | 2      |
| VN Nizozemske       | March-Ford   | 2      |
| VN Francuske        | Lotus-Ford   | 1      |
| VN Velike Britanije | Lotus-Ford   | 8      |
| VN Njemačke         | Lotus-Ford   | 17     |
| VN Austrije         | Lotus-Ford   | 17     |
| VN Italije          | Lotus-Ford   | 11     |
| VN Kanade           | Lotus-Ford   | 7      |
| VN SAD              | Lotus-Ford   | 13     |
| VN Meksika          | Lotus-Ford   | 7      |

## Utrke koje se nisu bodovale za prvenstvo
| Datum        | Naziv utrke                     | Staza        | Pobjednik vozač | Pobjednik konstruktor |
| ------------ | ------------------------------- | ------------ | --------------- | --------------------- |
| 22. ožujka   | V Race of Champions             | Brands Hatch | Jackie Stewart  | March-Ford            |
| 26. travnja  | XXII BRDC International Trophy* | Silverstone  | Chris Amon      | March-Ford            |
| 22. kolovoza | XVII International Gold Cup*    | Oulton Park  | John Surtees    | Surtees-Ford          |

- U utrci su sudjelovali bolidi Formule 1" i "Formule 5000".

## Vanjske poveznice
- Službena stranica Formule 1
- Formula 1 – sezona 1970. StatsF1
- Utrke koje se nisu bodovale za prvenstvo 1970. StatsF1